# ヴィチトラヴィーリヤ
ヴィチトラヴィーリヤ（梵: विचित्रवीर्य, Vicitravīrya）は、インドの叙事詩『マハーバーラタ』の登場人物である。クル国の王シャーンタヌと妃サティヤヴァティーの子で、チトラーンガダの弟。アシュヴィン双神のように美しかったとされる。
兄王チトラーンガダがガンダルヴァ王との戦いで死んだとき、まだ少年であったヴィチトラヴィーリヤが王となった。ヴィチトラヴィーリヤはビーシュマを父や師のように敬い、ビーシュマもまた弟のために後見人を務めた。ヴィチトラヴィーリヤが成人した頃、ビーシュマがカーシー国から奪ってきた3人の王女のうち2人の王女アンビカー、アンバーリカーと結婚した。しかし7年後、ヴィチトラヴィーリヤは肺の病気にかかり、子を残さないまま世を去った。